# 라온고등학교
라온고등학교는 대한민국 경기도 평택시 서정동에 있는 사립 고등학교이다. 

## 학교 연혁
- 1970년 8월 10일 : 학교 법인 한성학원 설립인가
- 1983년 9월 1일 : 한성학원에서 충일학원으로 변경
- 1986년 12월 30일 : 송탄여자고등학교 설립인가
- 1987년 3월 5일 : 고등학교 제1대 유재준 교장 취임, 개교
- 1990년 2월 10일 : 제1회 고등학교 졸업식
- 2009년 8월 3일 : 2010학년도 교과교실제(A형) 최종 선정
- 2010년 2월 28일 : 학생, 교직원 급식실, 홈베이스 기숙사 완공
- 2010년 3월 1일 : 송탄여자고등학교에서 송탄제일고등학교(남녀 공학) 교명 변경승인
- 2014년 12월 19일 : 이규상 이사장 취임
- 2015년 4월 3일 : 송탄제일고등학교 승마부 창단
- 2015년 5월 14일 : 학교법인 비룡학원으로 변경
- 2015년 7월 3일 : 송탄제일고등학교 야구부 창단
- 2018년 3월 1일 : 라온고등학교로 교명 변경
- 2022년 3월 2일 : 제8대 이재유 교장 취임
- 2023년 1월 10일 : 제34회 150명(총 7,748명) 졸업

## 참고 자료
- 라온고등학교 - 한국교육학술정보원 학교알리미